# Paul Rechsteiner
Pour les articles homonymes, voir Rechsteiner.
Paul Rechsteiner, né le 26 août 1952 à Saint-Gall (originaire d'Appenzell), est un homme politique et syndicaliste suisse membre du Parti socialiste. Il siège au Conseil national de 1986 à 2011 et au Conseil des États de 2011 à 2022.

## Biographie

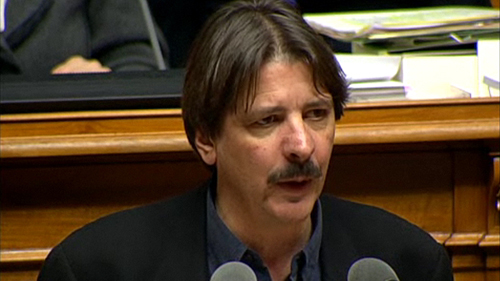
Rechsteiner au Conseil national le 8 décembre 2008.

Paul Rechsteiner naît le 26 août 1952 à Saint-Gall. Il est originaire du village d'Appenzell.
Il travaille comme avocat depuis 1980 dans le cabinet qu'il a fondé à Saint-Gall.
Il est marié à la journaliste et documentariste Irene Loebell (de).

## Parcours politique
Paul Rechsteiner commence sa carrière politique comme conseiller communal socialiste de Saint-Gall entre 1977 et 1984, date à laquelle il est élu au parlement du canton de Saint-Gall où il siège durant deux ans. Élu au Conseil national en 1986, il en devient le doyen lorsqu'il le quitte en 2011. Durant son mandat, il siège à la Commission de la sécurité sociale et de la santé publique et à la Commission de l'économie et des redevances.
Le 23 février 2011, Rechsteiner annonce sa candidature au Conseil des États sur son site web. Au premier tour de scrutin, le 23 octobre, il obtient 44 348 voix et n'atteint donc pas la majorité absolue. Au deuxième tour, le 27 novembre, il est élu avec 54 616 voix face au président de l'UDC, Toni Brunner (53 308 voix).
Il annonce le 7 octobre 2022 sa démission pour la fin de la session d'hiver.

### Positionnement politique
Paul Rechsteiner est cité dans les médias en 2008 comme membre du comité de l'initiative populaire fédérale « pour un âge de l'AVS flexible ». Il dit du néolibéralisme qu'il est « économiquement en échec, moralement en faillite et une menace pour la démocratie » et critique le paquet de 68 milliards de dollars destiné à sauver la grande banque UBS ; il appelle à voter pour l'initiative qui échoue finalement,. Il plaide également en faveur du référendum sur la libre circulation des personnes et son extension à la Roumanie et à la Bulgarie. Disant de la question européenne qu'elle n'est pas un sujet facile, il préconise donc un rapprochement par étape avec l'Union européenne.

## Autres activités
De 1998 à 2019, il préside l'Union syndicale suisse. Il est également membre du conseil de la Fondation Paul Grüninger.

## Distinctions
En 2005, Paul Rechsteiner remporte le Prix Fischhof (de) décerné par la Fondation contre le racisme et l'antisémitisme (de) et la Société des minorités en Suisse.